# 丹保三郎
丹 保三郎（たん やすさぶろう、1925年8月23日 - 2015年9月10日）は、日本の整形外科医。
北海道赤平市においてポリオが流行していた1961年に、治療に当たっていた丹が中心となって重度心身障害児者の会「赤平父母の会」（後に赤平くるみ会）を創設し、以後50年以上に渡り中心的な人物として活動を続けた。

## 略歴
福島県小名浜町（現・いわき市小名浜）に生まれる。
陸軍士官学校（58期）および日本医科大学を卒業し、整形外科医となる。
1958年（昭和33年）3月より赤平市立病院に勤務後、1963年6月に丹整形外科を開業した。
整形外科一般に加え、ポリオ、脳性麻痺児の治療に生涯従事する。

## 著作
- 論文『脊椎茎状突起の研究』（1959年）[2]
- 『赤平肢体不自由児の療育指針 : まひ児と親と訓練士のために』（丹整形外科医院、1966年）
- 『赤ちゃんの整形外科 : 赤平の若い母親と考える』（1979年）
- 『凡医のつぶやき』（1981年）
- 『虹の航跡』（丹整形外科医院、1984年）
- 『嫁ぎ行くまで』（丹整形外科医院、1986年）